# Ес-Семара
Ес-Семара (араб. السمارة) — місто в Західній Сахарі. Перебуває під управлінням Марокко та входить до його регіону Ель-Аюн — Сакія-ель-Хамра. Вважається своєю територією Сахарською Арабською Демократичною Республікою.

## Географія
Розташоване за 225 км на схід від Ель-Аюна та за 230 км на південь від міста Тан-Тан, у західній частині пустелі Сахара. Є адміністративним центром провінції Ес-Семара у складі регіону Ель-Аюн — Сакія-ель-Хамра.

### Клімат
За класифікацією Алісова місто знаходиться у зоні, котра характеризується кліматом тропічних пустель. Найтепліший місяць — липень із середньою температурою 29.1 °C (84.4 °F). Найхолодніший місяць — січень, із середньою температурою 16.7 °С (62.1 °F).
| Клімат Ес-Семари        | Клімат Ес-Семари | Клімат Ес-Семари | Клімат Ес-Семари | Клімат Ес-Семари | Клімат Ес-Семари | Клімат Ес-Семари | Клімат Ес-Семари | Клімат Ес-Семари | Клімат Ес-Семари | Клімат Ес-Семари | Клімат Ес-Семари | Клімат Ес-Семари | Клімат Ес-Семари |
| Показник                | Січ.             | Лют.             | Бер.             | Квіт.            | Трав.            | Черв.            | Лип.             | Серп.            | Вер.             | Жовт.            | Лист.            | Груд.            | Рік              |
| Середній максимум, °C   | 22,1             | 23,4             | 25,7             | 27,2             | 29,9             | 32,4             | 37,2             | 36,4             | 33,1             | 29,6             | 25,6             | 21,5             | 28,7             |
| Середня температура, °C | 16,7             | 18,4             | 20,4             | 21,7             | 23               | 25,4             | 29,1             | 29,1             | 27,7             | 24,8             | 21,1             | 17,2             | 22,9             |
| Середній мінімум, °C    | 10,6             | 11,9             | 13,4             | 14,7             | 16,9             | 19,2             | 23,1             | 22,6             | 20,3             | 17,9             | 15,1             | 10,9             | 16,4             |
| Норма опадів, мм        | 5.7              | 6.5              | 2.8              | 1.9              | 0.3              | 0.2              | 0.6              | 1.4              | 4.6              | 5.6              | 4.9              | 8.6              | 43.1             |
| Днів з опадами          | 1,7              | 1,6              | 1,1              | 0,4              | 0,5              | 0,7              | 0,3              | 0,5              | 0,7              | 0,6              | 1,5              | 1,6              | 11,2             |
| Вологість повітря, %    | 58.7             | 57.5             | 54.8             | 54.2             | 53.9             | 56.5             | 59               | 62.1             | 63.8             | 60.8             | 60.3             | 59.4             | 58.4             |
| ----------------------- | ---------------- | ---------------- | ---------------- | ---------------- | ---------------- | ---------------- | ---------------- | ---------------- | ---------------- | ---------------- | ---------------- | ---------------- | ---------------- |
| Джерело: Weatherbase    |                  |                  |                  |                  |                  |                  |                  |                  |                  |                  |                  |                  |                  |

## Історія
Ес-Семара була заснована 1869 року в оазі на перетині караванних шляхів, ставши адміністративним, торговим і культурним центром провінції Сакія-ель-Хамра в Іспанській Сахарі. Є єдиним великим містом у Західній Сахарі, заснованим не іспанськими колоністами. В центрі міста розташовані рештки кам'яної фортеці та мечеть, зведена архітектором Завієм Маалайніном. 1902 року шейх Ма аль-Айнін, який переїхав до Ес-Семари, проголосив місто столицею та релігійним центром Іспанської Сахари. Він створив там велику ісламську бібліотеку, зробивши місто центром релігійних вчень.
1904 року шейх проголосив себе імамом та почав закликати до священної війни проти французького колоніалізму, який того часу все більше посилювався в Сахарі. Під час кампанії проти Ма аль-Айніна, 1913 року, Ес-Семара була майже цілком зруйнована Французькою армією, а бібліотека знищена. Після цього місто було передано іспанцям. 1934 року місто знову було зруйновано в результаті повстання сахраві проти іспанської окупації.
1975 року Марокко за Мадридською угодою отримало контроль над територією Сакія-ель-Хамра. 1976 року до Ес-Семари увійшли марокканські війська.